# Stadtwerke Delitzsch
Die Stadtwerke Delitzsch GmbH (SWD) sind ein kommunales Energieversorgungsunternehmen für Strom, Erdgas und Wärme im Großraum Delitzsch.

## Geschichte
Die historische Entwicklung begann im Jahr 1906, der Magistrat der Stadt Delitzsch und die „Elecktricitäs-Lieferungsgesellschaft-Berlin“ unterzeichneten einen Konzessionsvertrag. 1907 wurde der erste Strom vom „Elektricitätswerk Bitterfeld“ nach Delitzsch geliefert.
Was mit den ersten Leitungen und Stationen begann, wurde kontinuierlich weiter ausgebaut. Ab 1970 übernahm das VEB Energiekombinat West die Stromversorgung und begann acht Jahre später mit der Fernwärmeversorgung für den ersten Delitzscher Wohnblock. Danach folgten mehrere Strukturänderungen in der Delitzscher Energieversorgung, bis am 4. Dezember 1991 die Technische Werke Delitzsch GmbH gegründet wurde, die zunächst mit der Fernwärmeversorgung begann. Die Stromversorgung für 14.300 Kunden übernahm die TWD 1995 von der Westsächsischen Energie AG (WESAG). Die Gasversorgung und den Betrieb der Strom-, Gas- und Wärmenetze übernahm die TWD 2014 durch die Verschmelzung der Gasversorgung Delitzsch GmbH und der Delitzsch Netz GmbH in die TWD.
Dem Unternehmen wurde 2012 bestätigt, dass es den strengen Anforderungen des Technischen Sicherheitsmanagement (TSM) der Deutschen Vereinigung des Gas- und Wasserfaches e. V. (DVGW) entspricht.
Am 1. Oktober 2015 erfolgte die Umbenennung in Stadtwerke Delitzsch GmbH.

## Gesellschafter
Gesellschafter der SWD sind mit 51,2 Prozent die Wohnungsgesellschaft der Stadt Delitzsch mbH, die Gelsenwasser Stadtwerkedienstleistungs GmbH mit 30,5 Prozent und die Envia Mitteldeutsche Energie AG mit 18,3 Prozent.

## Beteiligungen
Die Gasversorgung Delitzsch GmbH und die Delitzsch Netz GmbH wurden am 15. September 2014 mit der Stadtwerke Delitzsch GmbH verbunden.